# Ipiranga (Paraná)
Ipiranga ist ein brasilianisches Munizip im Inneren des Bundesstaats Paraná. Es hat 14.142 Einwohner (2022), die sich Ipiranguenser nennen. Seine Fläche beträgt 927 km². Es liegt 796 Meter über dem Meeresspiegel.

## Etymologie
Der Begriff stammt aus dem Tupi und bedeutet Roter Fluss: "y" heißt Fluss und "piranga" heißt rot.
Ipiranga erhielt bei der Gründung des Dorfes 1866 den Namen zur Erinnerung an die Ausrufung der Unabhängigkeit Brasiliens am Riacho do Ipiranga 1822. Diese war mit dem Grito do Ipiranga (deutsch: Schrei von Ipiranga) verkündet worden, der Eingang in die brasilianische Nationalhymne gefunden hat.

## Geschichte

### Besiedlung
Um 1850 erreichte eine Expedition von acht Männern unter der Führung von Indianern das Gebiet des heutigen Munizips Ipiranga in den Campos Gerais. Sie ließen sich dort nieder, bauten Häuser und bestellten das Land. Bei dieser Gelegenheit gaben sie dem Weiler den Namen Guarda Velho.
Im Jahr 1866 kam der Portugiese Joaquim Teixeira Duarte in das Dorf, wo er schon eine gute Anzahl von Einwohnern vorfand. Er ließ sich dort nieder und begann mit der Gründung des Dorfes. Das Land, auf dem er den Grundstein für die Siedlung legte, wurde von ansässigen Landbesitzern gestiftet. Schon im folgenden Jahr vermittelte er Pater Antônio Pina nach Ipiranga. Bei dieser Gelegenheit wurde mit dem Bau der ersten Kapelle begonnen, die der Schutzpatronin Unserer Lieben Frau von der Unbefleckten Empfängnis geweiht wurde. 
Die erste Welle polnischer, deutscher und niederländischer Einwanderer, die in Ipiranga ankam, bestand aus 519 Personen, die die Kolonien Taió, Ivaí und Bom Jardim gründeten.

### Erhebung zum Munizip
Ipiranga wurde durch das Staatsgesetz Nr. 115 vom 7. Dezember 1894 aus Ponta Grossa ausgegliedert und in den Rang eines Munizips erhoben.

## Geografie

### Fläche und Lage
Ipiranga liegt auf dem Segundo Planalto Paranaense (der Zweiten oder Ponta-Grossa-Hochebene von Paraná). Seine Fläche beträgt 927 km². Es liegt auf einer Höhe von 796 Metern.

### Vegetation
Das Biom von Ipiranga ist Mata Atlântica.

### Klima
Das Klima ist gemäßigt warm. Es werden hohe Niederschlagsmengen verzeichnet (1626 mm pro Jahr). Die Klimaklassifikation nach Köppen und Geiger lautet Cfb. Im Jahresdurchschnitt liegt die Temperatur bei 18,2 °C.

### Gewässer
Ipiranga liegt im Einzugsgebiet des Tibaji, der die östliche Grenze des Munizips darstellt. Durch die Mitte des Munizips und nahe am Hauptort vorbei fließt der Rio Bitumirim von rechts dem Tibaji zu. 

### Straßen
Ipiranga ist über die PRC-487 (Estrada Boiadeira) mit Cândido de Abreu und mit der BR-373 zwischen Ponta Grossa und Prudentópolis verbunden. Die BR-153 (Transbrasiliana) durchquert das Munizip in ihrem Abschnitt von União da Vitória nach Jacarezinho in Süd-Nord-Richtung.  

### Nachbarmunizipien
|      | Tibagi                                      |                 |
| Ivaí | Kompassrose, die auf Nachbargemeinden zeigt | Ponta Grossa    |
|      | Imbituva                                    | Teixeira Soares |

## Stadtverwaltung
Bürgermeister: Douglas Davi Cruz, PSB (2021–2024)
Vizebürgermeisterin: Ivonete Gobel Costa, PSB (2021–2024)

## Demografie

### Bevölkerungsentwicklung
| Jahr | Einwohner | Stadt | Land |
| ---- | --------- | ----- | ---- |
| 1900 | 4.404     | 0 %   | 0 %  |
| 1920 | 15.851    | 0 %   | 0 %  |
| 1940 | 18.037    | 11 %  | 89 % |
| 1950 | 18.064    | 13 %  | 87 % |
| 1960 | 17.877    | 15 %  | 85 % |
| 1970 | 9.523     | 18 %  | 82 % |
| 1980 | 10.106    | 22 %  | 78 % |
| 1991 | 12.590    | 26 %  | 74 % |
| 2000 | 13.308    | 30 %  | 70 % |
| 2010 | 14.150    | 35 %  | 65 % |
| 2022 | 14.142    |       |      |

Quelle: IBGE (2011) und Volkszählung 2022

### Ethnische Zusammensetzung
| Gruppe * | 1991    | 2000    | 2010    | wer sich als …                                                                   |
| --- | ------- | ------- | ------- | -------------------------------------------------------------------------------- |
| Weiße | 91,0 %  | 86,3 %  | 75,4 %  | weiß bezeichnet                                                                  |
| Schwarze | 0,8 %   | 2,5 %   | 1,2 %   | schwarz bezeichnet                                                               |
| Gelbe | 0,1 %   | 0,0 %   | 0,5 %   | von fernöstlicher Herkunft wie japanisch, chinesisch, koreanisch etc. bezeichnet |
| Braune | 8,0 %   | 10,3 %  | 23,0 %  | braun oder als Mischung aus mehreren Gruppen bezeichnet                          |
| Indigene | 0,0 %   | 0,3 %   | 0,0 %   | Ureinwohner oder Indio bezeichnet                                                |
| ohne Angabe | 0,1 %   | 0,5 %   | 0,0 %   |                                                                                  |
| Gesamt | 100,0 % | 100,0 % | 100,0 % |                                                                                  |
| *) Das IBGE verwendet für Volkszählungen ausschließlich diese fünf Gruppen. Es verzichtet bewusst auf Erläuterungen. Die Zugehörigkeit wird vom Einwohner selbst festgelegt. |         |         |         |                                                                                  |

Quelle: IBGE (Stand: 1991, 2000 und 2010)

## Wirtschaft
Die Wirtschaft ist land- und viehwirtschaftlich geprägt, wobei die Milch und Molkereiprodukte die Haupterzeugnisse sind.